# Provincia di Al Haouz

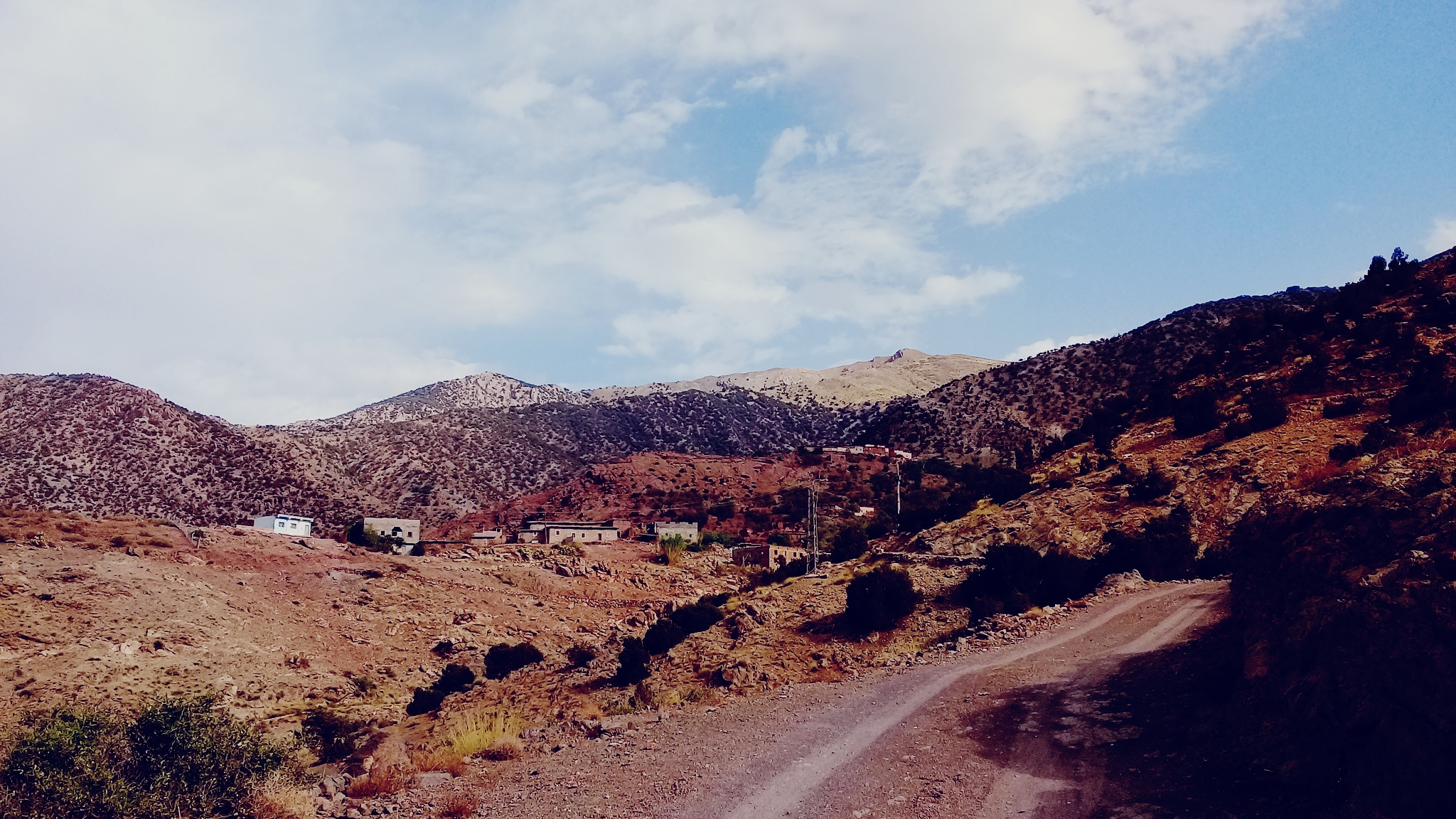
Paesaggio nella provincia di Al Haouz

La provincia di Al Haouz è una delle province del Marocco, parte della regione di Marrakech-Safi. È una zona a rischio sismico elevato, fu colpita da un forte terremoto nel settembre del 2023.

## Geografia antropica

### Suddivisioni amministrative
La provincia di Al Haouz conta 1 municipalità e 38 comuni:

#### Municipalità
- Ait Ourir

#### Comuni
- Abadou
- Aghbar
- Ait Aadel
- Ait Faska
- Ait Hkim Aut Yzid
- Ait Sidi Daoud
- Amghras
- Amizmiz
- Anougal
- Asni
- Azgour
- Dar Jamaa
- Ghmate

- Ighil
- Iguerferouane
- Ijoukak
- Imgdal
- Lalla Takarkoust
- Moulay Brahim
- Ouazguita
- Ouirgane
- Oukaimden
- Oulad Mtaa
- Ourika
- Sidi Abdallah Ghiat
- Sidi Badhaj

- Sti Fadma
- Tahannaout
- Talat n'Yaaqoub
- Tamaguert
- Tamazouzte
- Tameslohte
- Tazart
- Tidili Mesfioua
- Tighedouine
- Tizguine
- Touama
- Zerkten